# Асібецу (Хоккайдо)

43°31′6″ пн. ш. 142°11′22″ сх. д. / 43.51833° пн. ш. 142.18944° сх. д.
Асібе́цу (яп. 芦別市, あしべつし, МФА: [aɕibet͡su̥ ɕi]) — місто в Японії, в окрузі Сораті префектури Хоккайдо.

## Короткі відомості
Розташоване в центральній частині префектури. Виникло на базі японської колонії, заснованої у 1880-х роках. Починаючи від 1920-х років розвивалося як центр вугільної промисловості. Основою сучасної економіки є сільське господарство, вирощування динь та коріння лілій. Станом на 1 жовтня 2008 року площа міста становила 865,02 км². Станом на 31 березня 2017 населення міста становило 14 357 осіб.